# Молдаванка (район Одессы)

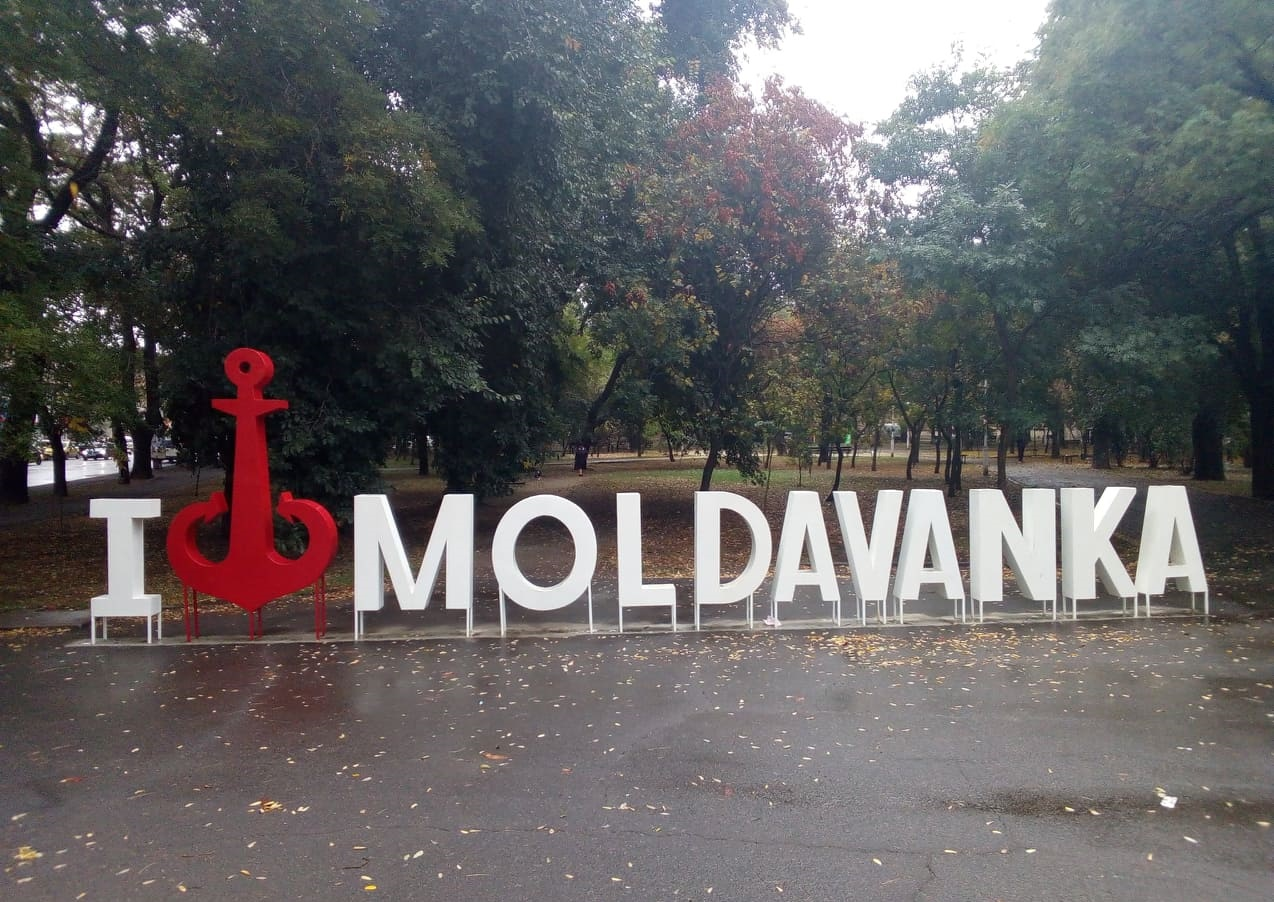
Арт-объект в Серединском сквере в Одессе

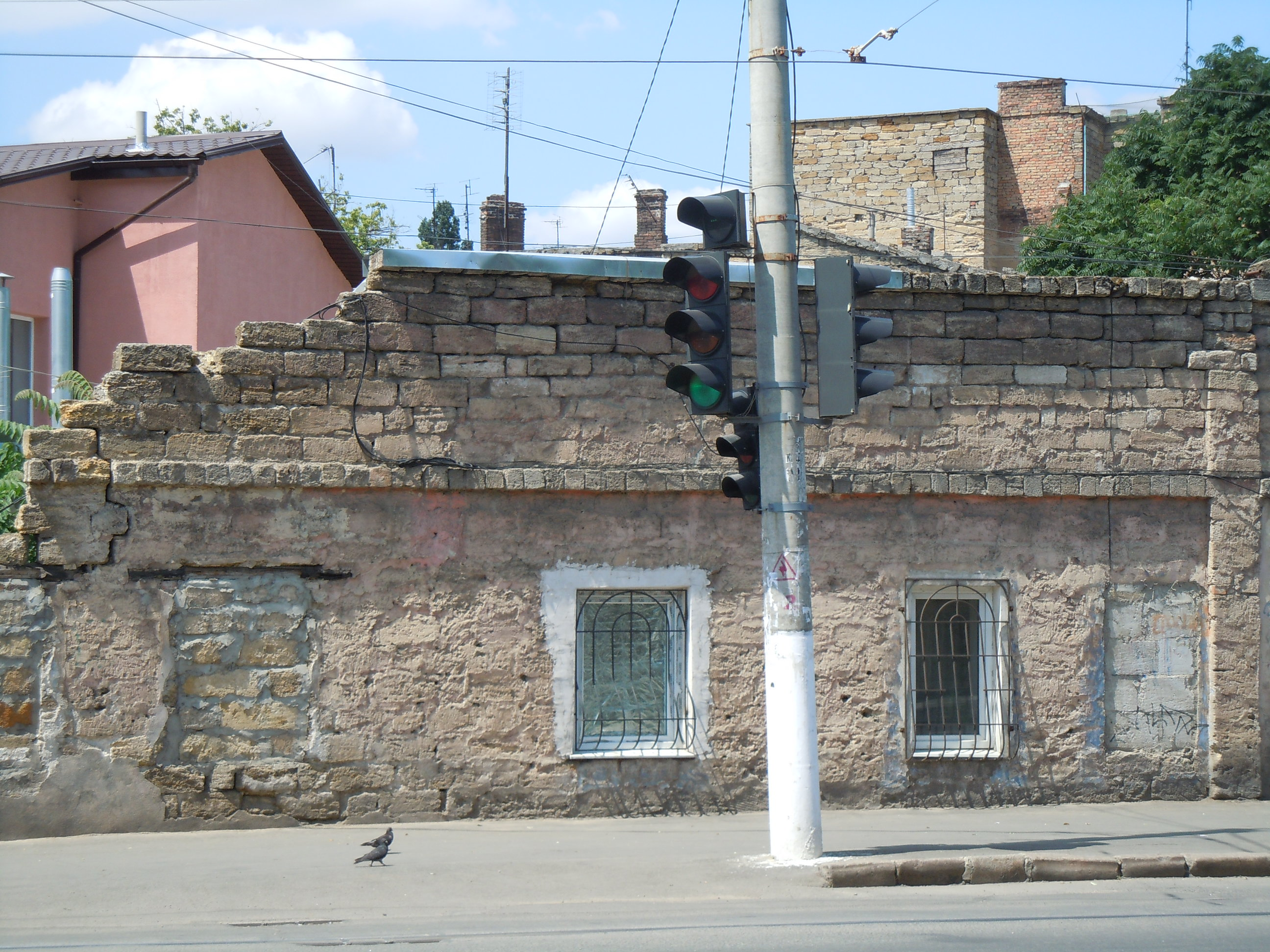
Типичная архитектура Молдаванки

Молдава́нка — микрорайон Одессы, расположен на северо-востоке Хаджибейского района.

## Границы и население района
Исторически район Молдаванки охватывает всё пространство между улицами Старопортофранковской, Мечникова, Генерала Цветаева, Кутузакия, Мельницкой и Балковской, однако с архитектурной точки зрения северная граница Молдаванки проходит по Градоначальницкой улице. Иногда к Молдаванке также относят соседние, исторически сложившиеся микрорайоны Бугаёвку и Воронцовку. По разным источникам, Молдаванку населяют от 73 до 82 тысяч жителей, из которых примерно одна половина числится в Малиновском, а другая — в Приморском районе Одессы.

## История

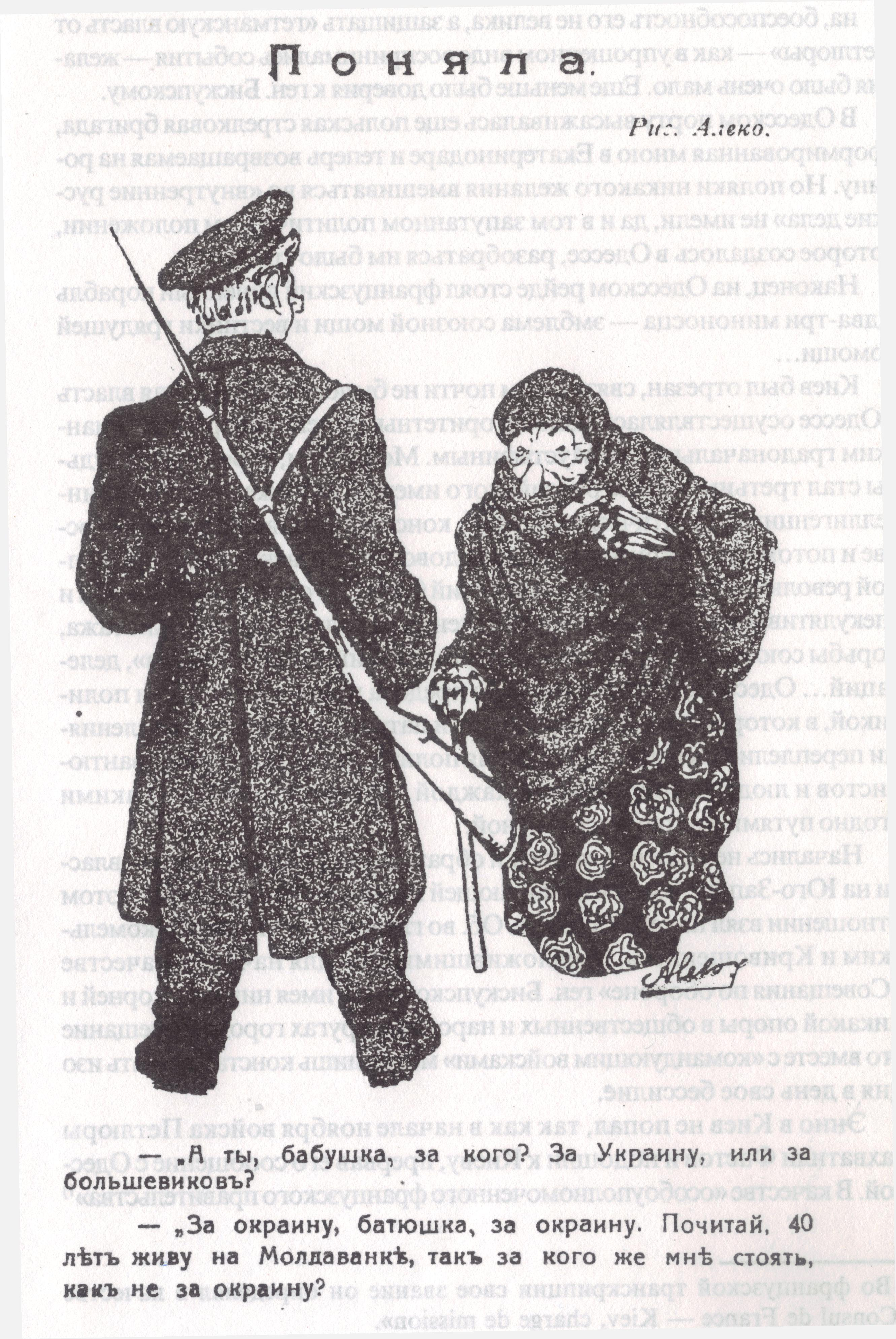
- А ты, бабушка, за кого? За Украину или за большевиков?
— За окраину, батюшка, за окраину. Почитай, 40 лет живу на Молдаванке… 1918

На сегодняшний день нет единого мнения, когда именно возник хутор Молдаванка. Существует мнение, что название будущему району Одессы дало поселение молдавских переселенцев, которые обосновались когда-то возле крепости Хаджибей.
Но возможно, что это произошло уже после основания Одессы. Одесский архитектор Моранди писал: «Передместье Молдаванка основано в 1793 году, по населению там молдаван и болгар после Ясского перемирия, одна часть его… и доныне именуется Булгаркою, а другая — Новою Слободкою…».
По описи населения Одессы, предоставленной в 1802 году дюку де Ришелье, «молдаване, особою слободкою за городом поселенные: мужского полу — 53, женского — 43 души».
План 1814 года указывает на небольшое поселение в районе современной улицы Косвенной. Ошибочно называть Молдаванку XIX века только молдавско-болгарским поселением. Так, с 1802 года земельный участок между сегодняшними Средней, Комитетской, Картамышевской улицами и до Косвенной или далее был хутором семьи однодворцев Картамышевых, переехавших сюда из Харькова. Картамышевы — дворянский род Российской империи, ведущий своё дворянство с XVII столетия.
Именно тут располагаются знаменитые одесские дворики, этажностью застройки 1-2-3 этажа.
В 1960 году на Молдаванке прошли массовые беспорядки из-за недовольства жителей уровнем обеспечения основными продуктами.

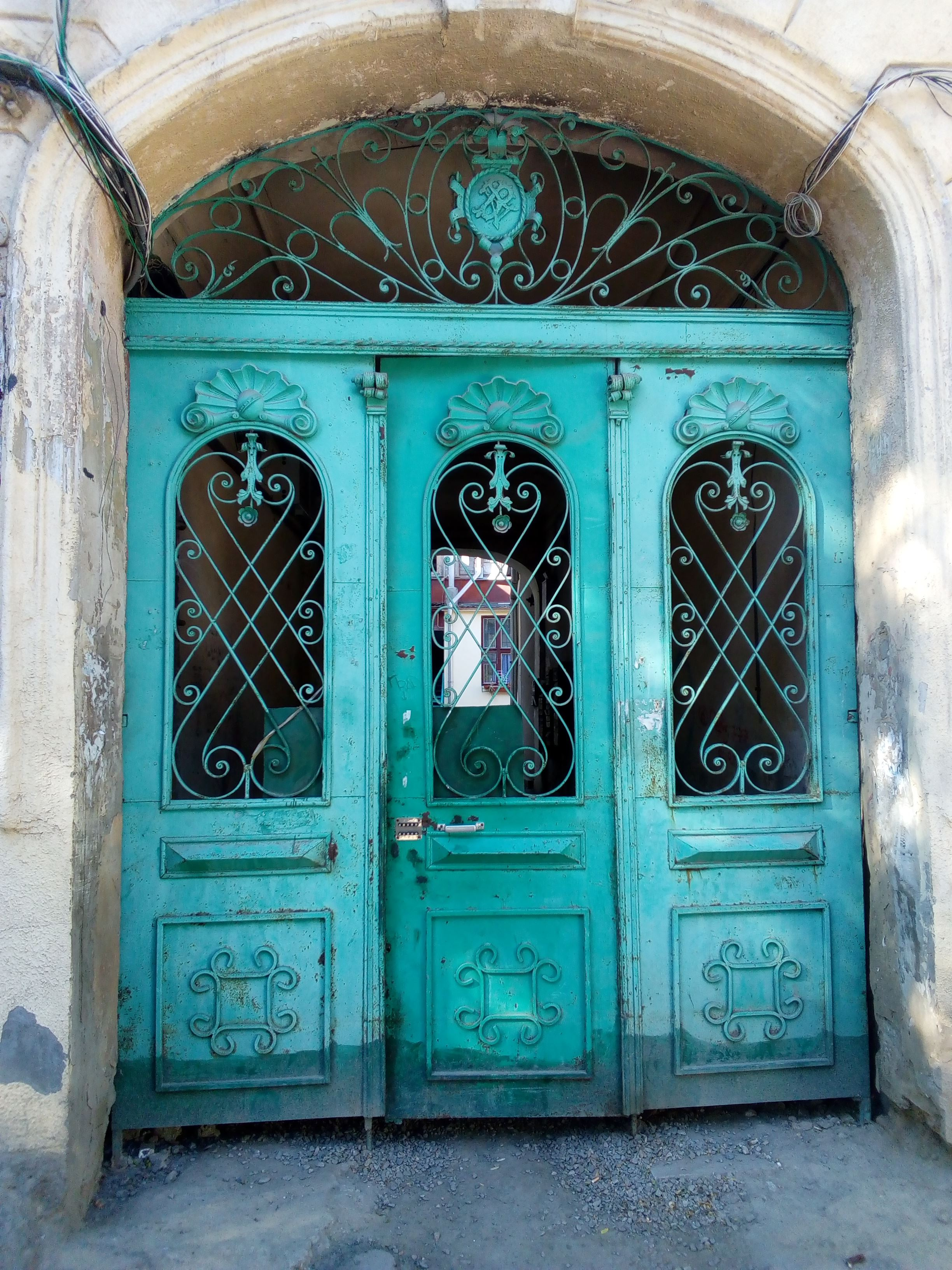
Ворота на Молдаванке, ул. 10 Апреля

## Бугаёвка
Бугаёвкой принято считать небольшой трущобно-промышленный район, расположенный к западу от Молдаванки, и находящийся в пределах улиц Михаила Грушевского, Балковской, Дальницкой и линии железной дороги.
Исторически эта часть города сложилась уже в 1810-е годы. О происхождении названия Бугаёвки существуют две версии. По наиболее распространённой версии на этой сельскохозяйственной окраине выращивали быков (бугаёв). Другой вариант — жители этого района доставляли питьевую воду на телегах в другие части города тяжёлыми подводами, которые могли тащить только быки.
Долгие годы Бугаёвка считается одним из самых неблагополучных районов Одессы. Расположенная в балке, Бугаёвка отличается характерной застройкой: плотная застройка малоэтажными домами.
В последнее время Бугаёвка превратилась в место сосредоточения множества торговых, промышленных и строительных фирм, компактно расположившихся в хозяйственных корпусах бывших «заводов-гигантов». Здесь также имеется гипермаркет «Идеал» и закрытый футбольный стадион.

## Воронцовка
Воронцовка (ранее — Воронцовская Слободка) — небольшая, исторически сложившаяся часть города, представляющая собой своеобразный «остров» между железной дорогой, небольшой промышленной зоной и Алексеевской площадью. Близость к железной дороге нашла отражение в местной топонимике — Складская улица, Товарный, Вокзальный и Грузовой переулки. Центральная улица района, ранее называвшаяся Воронцовской, сегодня носит имя Чернышевского.
Нынешняя промзона вдоль улицы Генерала Цветаева, начинающаяся от масложиркомбината, до революции была застроена детскими приютами, а со стороны Водопроводной улицы находилась территория женского благотворительного общества. Тут же располагались и личные владения князя Михаила Воронцова. После его смерти вдова светлейшего Елизавета Ксаверьевна основала названный в честь покойного мужа Михайло-Семёновский сиротский дом. Отсюда и происхождение названия района.
В 1860-х годах Воронцовка получила мощный стимул к развитию и благоустройству. Совсем рядом с ней была проведена железная дорога и построена станция «Одесса-Товарная», которая ещё два десятка лет была основным городским вокзалом.